# Chichée
Chichée es una localidad y comuna francesa situada en la región de Borgoña, departamento de Yonne, en el distrito de Auxerre y cantón de Chablis.

## Demografía
| 707 | 742 | 781 | 738 | 772 | 734 | 758 | 732 | 694 | 688 | 696 | 685 | 637 | 615 | 654 | 631 | 613 | 540 | 560 | 519 | 450 | 438 | 374 | 360 | 366 | 343 | 317 | 291 | 307 | 302 | 301 | 333 | 351 |
| Para los censos de 1962 a 1999 la población legal corresponde a la población sin duplicidades (Fuente: INSEE [Consultar]) |     |     |     |     |     |     |     |     |     |     |     |     |     |     |     |     |     |     |     |     |     |     |     |     |     |     |     |     |     |     |     |     |